# District de Kông Chro
Kông Chro est un district rural de la province de Gia Lai, dans les montagnes centrales du Viêt Nam.

## Géographie
Le district couvre une superficie de 1 142 km2.
La capitale du district se trouve à Kông Chro. 